# Messier 65
A Messier 65 (más néven M65, vagy NGC 3623) spirálgalaxis a Leo (Oroszlán) csillagképben.

## Felfedezése
Az M65 spirálgalaxist Charles Messier francia csillagász fedezte fel, majd katalogizálta 1780. március 1-jén.

## Tudományos adatok
A Halton Arp által készített Különleges galaxisok atlasza szintén tartalmazza az objektumot, a 317. szám alatt.

## Galéria
- A Sloan Digital Sky Survey képe a galaxisról
- A Hubble képe a galaxisról
- A Mount Lemon Obszervatórium képe